# Mama Laudaaa
Mama Laudaaa è un singolo dei DJ tedeschi Almklausi e Specktakel, pubblicato il 7 febbraio 2018. Il brano è stato scritto da Michael Rötgens, Hartmut Wessling, Julian Pohlmann e Leo Munz.

## Descrizione
Il testo, come lascia intendere il titolo, si riferisce alla madre del noto pilota austriaco Niki Lauda domandando nel ritornello "Qual è il nome della madre di Niki Lauda?" (in tedesco, Wie heißt die Mutter von Niki Lauda?). Il titolo e il testo usano un gioco di parole (clitico): infatti il titolo ricorda "mach mal lauter!" ("alza il volume!"), con incitamento del pubblico ad alzare il volume della musica e a far incalzare la festa ancora di più. L'autore appartiene al genere tedesco "cantanti di hip hop da festa" (in tedesco, Partyschlagersänger) la cui musica è destinata principalmente ad eventi ad alta affluenza quali Oktoberfest, Festa dei lavoratori e carnevale, ed è caratterizzata da ritornelli facili da ricordare e molto orecchiabili. La canzone in questione, infatti, racconta la vita di divertimento riscontrabile da chi frequenta abitualmente l'ambiente discotecaro.

## Tracce
Download digitale, streaming
1. Mama Laudaaa – 3:35

Download digitale – Mama Laudaa (Harris & Ford Remixes)
1. Mama Laudaaa (Harris & Ford Remix) – 3:49
2. Mama Laudaaa (Harris & Ford Remix Extended) – 4:43

Download digitale – Mama Laudaa (Après Ski Edition)
1. Mama Laudaaa (Après Ski Edition) – 3:35

## Classifiche
| Classifica (2020) | Posizione massima |
| ----------------- | ----------------- |
| Germania          | 97                |